# NGC 6944
NGC 6944 este o galaxie situată în constelația Delfinul. A fost descoperită în 15 august 1863 de către Albert Marth.